# Giacomo Chilesotti
Giacomo Chilesotti, nome di battaglia "Loris" o "Nettuno" (Thiene, 18 luglio 1912 – Sandrigo, 27 aprile 1945), è stato un partigiano e antifascista italiano, medaglia d'oro al valor militare alla memoria.

## Biografia
Nato a Thiene (Vicenza) nel 1912, laureato in ingegneria industriale meccanica, combatté nella seconda guerra mondiale come sottotenente di complemento del genio alpini alle operazioni militari in Africa. Di lì era stato rimpatriato dopo la Battaglia di El Alamein.
Subito dopo l'armistizio di Cassibile matura la decisione di lottare contro i tedeschi; si iscrive, dunque, alla specialistica in elettronica per coprire i suoi frequenti viaggi a Padova, importante sede della Resistenza.
Tra i primi a prendere parte alla Resistenza, nel quartiere Conca a Thiene organizza il "Battaglione Thiene", impegnando i suoi partigiani nella raccolta di armi abbandonate, sabotaggi, e addestramento.
Il 20 aprile 1944, nelle sale del Collegio Vescovile di Thiene, nasce la Brigata "Mazzini",
divisa in quattro Battaglioni, il cui comando fu affidato proprio a 
Chilesotti.
Chilesotti portò la formazione ad estendere la sua influenza verso 
la pianura (Villaverla, Dueville, Colli Berici) e la montagna (Altopiano
di Asiago) e ad intensificare i rapporti con gli Alleati, che 
rifornivano i partigiani attraverso gli aviolanci.
Vennero, infatti, stabiliti un
servizio segreto di informazioni militari e il collegamento con
l'Altopiano di Asiago, dove agivano le formazioni di Giovanni Carli "Ottaviano", e con
Padova, dove si trovava il comando della prima missione alleata di
collegamento in alta Italia, la Marini Rocco Service, premettendo, di
fatto, i primi lanci di armi, equipaggiamento e viveri
sull'Altopiano.
Chilesotti diventò uno dei maggiori ricercati della polizia fascista e tedesca: si spostava in bicicletta tra i suoi covi, 
travestito da meccanico e coi capelli tinti per camuffarsi.
A causa della situazione sempre più difficilie e delle ricerche sempre più serrate, fu costretto a trasferirsi sui Berici,
dove organizzò l'omonimo Battaglione.
Tuttavia la zona fu rastrellata e Chilesotti sfuggì per miracolo alla cattura.
Ai primi di ottobre Chilesotti decise di dividere la "Mazzini" in due Brigate: la "Loris" e la "Martiri di Granezza"
(in memoria del feroce rastrellamento del 6-8 settembre 1944).
Il 22 
febbraio 1945, nella canonica di Povolaro di don Luigi Pascoli, nasceva 
la Divisione Alpina Monte Ortigara, che accorpava anche il Gruppo Brigate "Sette Comuni".
Chilesotti, che oramai si faceva chiamare "Loris" in onore di Rinaldo Arnaldi "Loris", ucciso a Granezza, fu designato comandante.
Nelle ultime ore della lotta contro i nazisti era riuscito ad infiltrarsi, con altri pochi compagni, tra le colonne nemiche in ritirata portandovi lo scompiglio.
Il 27 aprile 1945, in piena ritirata tedesca, si stava recando alla Longa per trattare la resa di un reparto 
nemico, in auto con Giovanni Carli "Ottaviano", Attilio Andreetto "Sergio" e la staffetta Zaira Meneghin. La loro auto venne fermata ad un posto di blocco tedesco: fatti 
scendere brutalmente, i tre partigiani furono immediatamente uccisi come banditi.
I suoi 
compagni tentarono invano la fuga tuffandosi nel Tesina: Giacomo 
affrontò la morte ritto e sereno. Solo la staffetta venne risparmiata, 
condotta fino a Trento come ostaggio.
La Divisione Alpina Monte Ortigara restò, così, priva di comandante e senza commissario politico.

## Onorificenze

### Riconoscimenti
Thiene, sua città natale, gli ha intitolato la piazza principale e un istituto tecnico. In occasione del centenario della nascita, gli studenti dell'ITIS “Chilesotti” e del Liceo “Corradini” di Thiene hanno realizzato un video che rende omaggio alla figura del partigiano.